# Соколовка (Липецкая область)
Соколовка — деревня Воскресенского сельсовета Данковского района Липецкой области России.

## География
Деревня расположена вдоль автодороги 42К−102 на которой имеется автобусная остановка; через деревню проходит просёлочная дорога.

## Население
| 2010 |
| ---- |
| 1    |